# Adromischus maximus
Adromischus maximusje vazdazelena trajnica, sukulent iz porodice tustikovki. Južnoafrički je endem raširen jedino između Clanwilliama i Vanrhynsdorpa u provinciji Western Cape.